# Conversación de ascensor

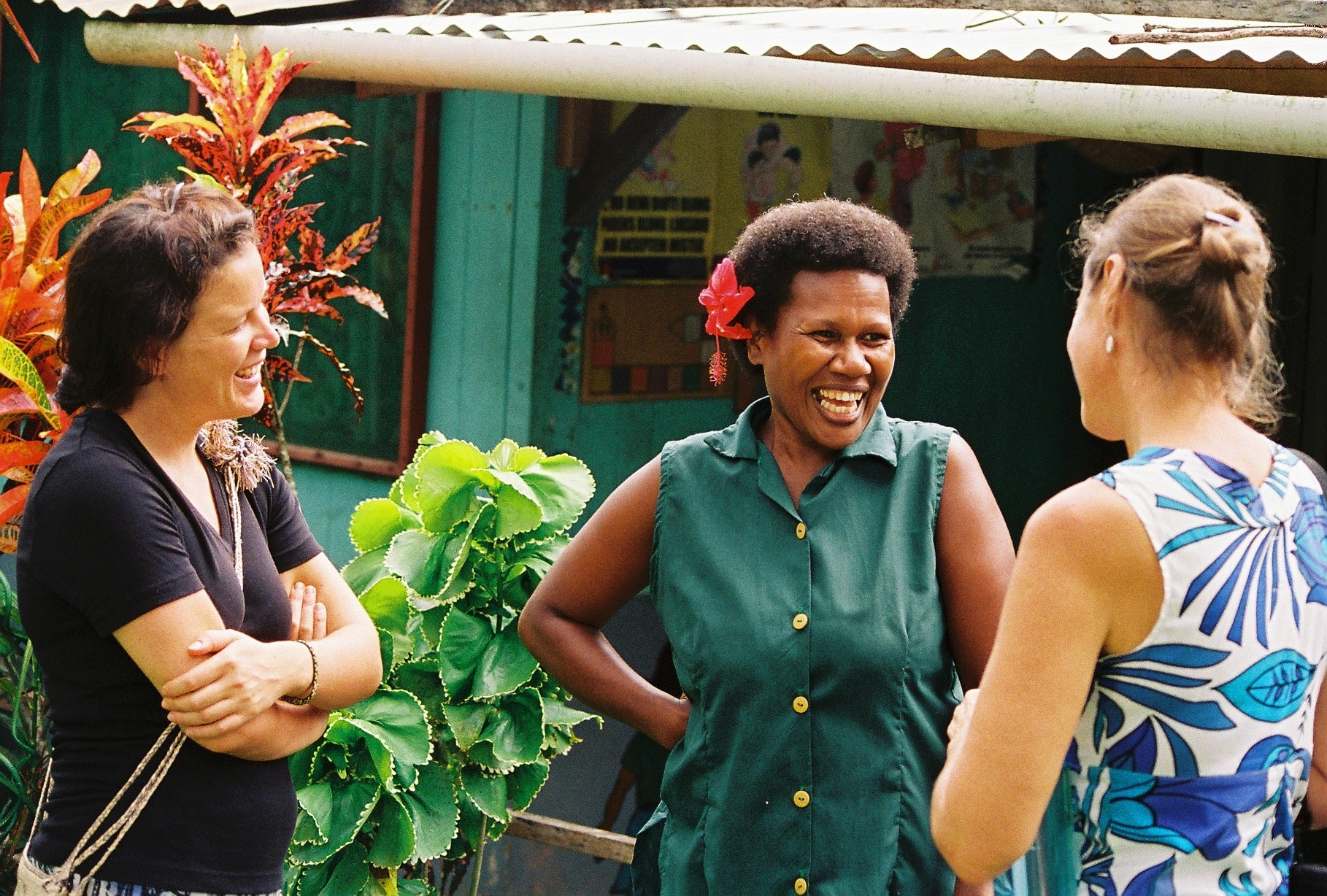
Tipo de conversación que surge de manera casual, sin ningún propósito concreto, pudiendo contribuir a establecer nuevas relaciones o debatir sobre temas aleatorios.

Una conversación de ascensor (o small talk, por su nombre en inglés) es un de discurso informal que no cubre ningún tema funcional de conversación ni ningún tema concreto que deba abordarse. En esencia, es una breve conversación cortés y estándar sobre cosas sin importancia.
Este fenómeno fue estudiado inicialmente en 1923 por Bronisław Malinowski en su ensayo «El problema del significado en las lenguas primitivas», quien acuñó el término «comunicación fática» para describirlo. La capacidad de llevar a cabo una conversación de este tipo es una habilidad social.

## Propósito
A pesar de parecer poco útil, este tipo de conversaciones son una forma de acercamiento y una estrategia para gestionar la distancia interpersonal. Cumple muchas funciones para ayudar a definir las relaciones entre amigos, compañeros o nuevos conocidos. En particular, ayuda a la gente que se ha conocido recientemente a explorar y categorizar la posición social de cada uno.
Este tipo de conversaciones están estrechamente relacionadas con la necesidad de algunas personas por tener una cara positiva y sentirse aprobadas por quienes les escuchan. También hace fluir las interacciones sociales de una manera flexible, pero la función que cumple la conversación depende del punto en el que se produce la misma:
1. Al iniciar una conversación: cuando las personas que están hablando no se conocen, esta conversación les permite demostrar que tienen intenciones amistosas y buscan una interacción positiva. En una reunión de negocios, permite a las personas establecer la reputación y el nivel de experiencia de los demás. Si ya existe una relación entre las dos personas, su conversación sirve como una amable introducción antes de involucrarse en temas de conversación más funcionales. Esto les permite conocer su estado de ánimo y el de la otra persona.
2. Al finalizar una conversación: terminar repentinamente una conversación puede correr el riesgo de parecer un rechazo hacia la otra persona. Se puede emplear una pequeña charla de ascensor para mitigar ese rechazo, afirmando la relación entre ambos y suavizando la despedida.
3. De relleno para evitar el silencio: en muchas culturas, los silencios entre dos personas suelen considerarse raros o incómodos. Esta sensación de tensión se puede reducir iniciando una conversación fática hasta que surja un tema más sustancial. En general, los humanos encuentran incómodo el silencio prolongado y, a veces, insoportable. Eso puede deberse a la historia evolutiva humana como especie social, ya que como en muchos otros animales sociales, el silencio es un signo comunicativo de peligro potencial.[9]

En algunas conversaciones, no hay ningún elemento funcional ni informativo específico. A continuación, un ejemplo de conversación de ascensor entre dos personas:
Guillermo: Buenos días, Pablo.
Pablo: Ey, buenos días, Guille, ¿qué tal?
Guillermo : Bien, gracias. ¿Y tú, todo bien?.
Pablo: Sí, todo bien, gracias. ¡Luego te veo!
Guillermo: Bueno, me alegro. ¡Nos vemos!
En ese ejemplo, los elementos del habla fática al principio y al final de la conversación se han fusionado. Toda la breve conversación es un relleno de espacio.
La necesidad de usar una conversación de este tipo depende de la naturaleza de la relación entre las personas que se encuentran. Las parejas en una relación íntima pueden indicar su nivel de cercanía por la ausencia de estas charlas de ascensor. Pueden aceptar cómodamente el silencio en circunstancias que serían incómodas para dos personas que solo sean amigos.
En situaciones laborales, las conversaciones triviales tienden a producirse principalmente entre trabajadores del mismo nivel, pero los jefes pueden utilizarlas como forma de desarrollar las relaciones laborales con el personal laboral. Los jefes que piden a sus empleados que trabajen horas extra pueden tratar de motivarlos usando una pequeña charla para mitigar temporalmente su diferencia de estatus.

## Temas
Los temas de las conversaciones de ascensor son generalmente menos importantes que su función social. El tema conversado suele depender de la relación que haya entre dichas personas, así como de las circunstancias de la conversación. En cualquier caso, alguien que inicia una conversación de estas características tenderá a elegir un tema sobre el que pueda asumir un conocimiento previo compartido, para evitar que la conversación sea un monólogo o demasiado unilateral.
Los temas se pueden resumir en directos o indirectos. Los temas directos incluyen observaciones personales como la salud o la apariencia. Los temas indirectos van enfocados a un contexto situacional, como las noticias o la situación actual. Algunos temas se consideran «seguros» en la mayoría de las circunstancias, como el tiempo, los deportes o la televisión, pero otros como la política no tanto. Además, preguntar sobre el tiempo cuando este no tiene motivo para hablar sobre ello puede estancar la conversación.
Por lo general, el nivel de detalle que se ofrece en una conversación de ascensor evita sobrepasar los límites del espacio interpersonal. Cuando un conocido casual pregunta «¿Qué tal?», es probable que la otra persona elija una respuesta simple y generalizada como «¡Bien, gracias!». En esta circunstancia, por lo general no sería apropiado que respondieran con una lista de síntomas de cualquier condición médica que padeciesen. Hacerlo supondría un mayor grado de incomodidad, en caso de que la familiaridad entre las dos personas no sea realmente cercana.

## Patrones de conversación
Klaus Schneider ha llevado a cabo un estudio sobre las conversaciones de este tipo en situaciones que implican el encuentro casual entre extraños. Klaus teoriza que estas conversaciones consisten en una serie de patrones bastante predecibles o «movimientos» como si de una partida de ajedrez se tratase. El primer movimiento generalmente se expresa de manera que facilite la aprobación por parte de la otra persona. Puede ser una pregunta o una opinión con una coletilla de pregunta. Por ejemplo, abrir una conversación con «Qué buen día hace, ¿no te parece?» es una clara invitación a la aprobación. El segundo movimiento es la respuesta de la otra persona. En conversaciones funcionales que abordan un tema en particular, la pragmática conversacional de Grice sugiere que las respuestas no deben contener más información de la que se ha solicitado explícitamente. Schneider afirma que uno de los principios de la charla de ascensor contradice la pragmática conversacional. Sugiere que la cortesía en una conversación de este tipo se maximiza dando una respuesta más sustancial. Volviendo al ejemplo de «Qué buen día hace, ¿no te parece?», responder objetivamente con un simple «Sí» (o un «No») es menos cortés que decir «Sí, en esta época del año se está muy bien». Schneider describe que los movimientos posteriores pueden implicar un reconocimiento como «Eso dicen», una evaluación positiva como «Sí, se está genial» o lo que se llama comportamiento inactivo, como un «Ajá» o «¿Sí?».

## Diferencias sexuales
Los patrones de conversaciones entre mujeres tienden a ser más colaborativos que los de los hombres y tienden a apoyar la participación mutua en la conversación. Es más probable que los temas de conversaciones breves entre mujeres incluyan cumplidos sobre algún aspecto de la apariencia personal. Por ejemplo, «Qué bien te queda ese vestido». Las conversaciones de ascensor entre mujeres que son amigas también pueden implicar un mayor grado de revelación de sí mismas. Los temas pueden cubrir aspectos más personales de su vida, sus problemas y sus secretos. Esta autorrevelación genera una relación más estrecha entre ellas, siendo también una señal de cercanía.
Por el contrario, las conversaciones breves entre hombres tiende a ser más competitiva. Puede presentar enfrentamientos verbales, insultos amistosos y humillaciones. Sin embargo, en cierto modo estos son también síntomas y signos de solidaridad; los hombres están indicando que se sienten lo suficientemente cómodos con la compañía del otro como para poder decir estas cosas sin que se tomen como insultos u ofensas.

## Diferencias culturales
Las conversaciones de este tipo varían de un país a otro, así como de una persona a otra. Se dice que los europeos del sur, por ejemplo, son muy buenos para transmitir poca información pero con muchas palabras en una conversación.
Además, las reglas y los temas de las conversaciones de ascensor pueden diferir mucho entre culturas. El tiempo es un tema común en regiones donde este tiene una gran variación y puede ser impredecible o en épocas en las que lo está siendo. Las preguntas sobre la familia son habituales en algunos países asiáticos y árabes. En culturas o contextos que están orientados al estatus, como China, Hispanoamérica y Japón, las conversaciones triviales entre nuevos conocidos pueden presentar un intercambio de preguntas que permitan categorizar socialmente a cada uno.
Se considera que las diferencias entre los miembros de varios grupos culturales en sus actitudes hacia las conversaciones de ascensor y las formas de lidiar con ellas tienen sus raíces en la percepción arraigada por las relaciones interpersonales en su cultura. En muchas culturas europeas es habitual hablar del tiempo, la política o economía, aunque en algunos países temas de finanzas personales, como el salario, se consideran tabú.
Finlandia y Suecia son ejemplos de países donde la gente se siente más cómoda con el silencio que con una conversación de ascensor sin fundamento.